# The Offspring
The Offspring é uma banda de punk rock dos Estados Unidos formada em 1984 na cidade de Huntington Beach, Califórnia  amplamente conhecida no mundo todo por ser uma das bandas pioneiras do movimento pop punk. Seus membros atuais são: Dexter Holland (vocal e guitarra rítmica), Todd Morse (baixo e vocal de apoio) , Kevin "Noodles" Wasserman (guitarra líder e vocal de apoio) e Brandon Pretzborn (bateria).

## História

### Início da carreira
Em 1984, os adolescentes Dexter Holland e Greg K., que eram colegas de ginásio em Huntington Beach, resolveram formar uma banda após saírem de um concerto da banda de projeção local, Social Distortion.

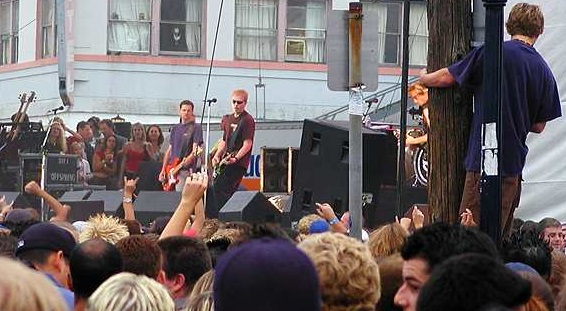
O grupo em concerto em 2001.

 Mais tarde, Kevin "Noodles" Wasserman foi chamado para banda pelo seu infame talento de conseguir bebidas alcoólicas para os integrantes da banda, na época menores de idade.
Tocando sob o nome de Manic Subsidal, em 1985 a banda decide trocar de nome para The Offspring. Seu primeiro single, "I'll Be Waiting/Blackball", foi lançado no formato de vinil pela gravadora independente Black Label Records e teve tiragem de mil cópias. Mais tarde, o baterista original resolveu sair da banda para dedicar-se mais aos estudos, sendo trocado por Ron Welty, com dezesseis anos na época.
Seu álbum de estreia, The Offspring,[carece de fontes?] foi lançado pela gravadora independente Nemesis Records em 1989 e produzido por Thom Wilson, vendendo três mil cópias dessa estreia em vinil. Dois anos depois, uma de suas canções é inserida numa coletânea da Epitaph Records (selo pertencente ao guitarrista do Bad Religion, Brett Gurewitz), lançando logo no ano seguinte seu primeiro álbum de estúdio pela nova gravadora, Ignition.[carece de fontes?]

### Entrada numa gravadora maior
Em 1994, após realizar uma turnê pelos Estados Unidos junto de bandas como Pennywise e NOFX, o grupo lançou seu segundo álbum de estúdio pela Epitaph, Smash.[carece de fontes?] Houve sucessos instantâneos, como "Come Out and Play (Keep 'Em Separated)", "Self Esteem" e "Gotta Get Away", fazendo com que esse fosse o álbum mais vendido de todos os tempos por uma gravadora independente. "Come Out and Play" tornou-se um sucesso na MTV e deu o início a uma disputa entre as grandes gravadoras da época por um contrato com a banda, especialmente pelo fato de que Smash já havia alcançado o quarto lugar na parada musical dos 200 álbuns mais vendidos da Billboard. Mas somente anos depois, em 1997, que a banda fechou seu contrato com a Columbia Records (Sony Music) e lançou o álbum Ixnay on the Hombre, porém devido a desavenças entra a banda e o co-fundador da gravadora, Brett Gurewitz, a banda lançou esse álbum na Europa ainda pela gravadora Epitaph Records. Vendeu mais de cinco milhões de cópias no mundo todo, chegou a nona posição na lista dos mais vendidos da Billboard. Os singles "All I Want", "Gone Away" e "I Choose" emplacam nas paradas de rock.

### AmericanaaDays Go By

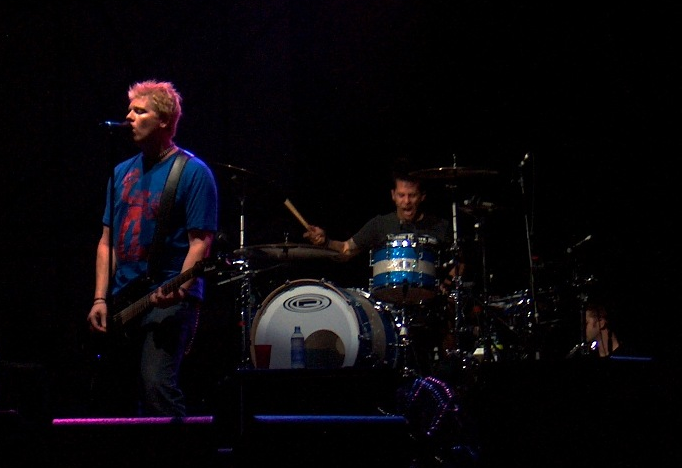
Dexter Holland e Atom Willard em concerto com a banda em Milão em setembro de 2005.

Já com vários sucessos na bagagem, o Offspring lançaria um ano mais tarde (em 1998), o álbum Americana,[carece de fontes?] e para isso lançaram a canção "Pretty Fly (for a White Guy)" para download em MP3, que rapidamente chegou ao topo da lista das canções mais pirateadas da revista Rolling Stone, estabelecendo recorde de 22 milhões de downloads em apenas dez semanas. Em novembro o álbum foi lançado, alcançando dez milhões de cópias vendidas em pouco tempo graças à mesma canção e seu videoclipe na MTV.
Mais tarde, seriam processados pelos responsáveis pelo compartilhador de arquivo Napster por colocar à venda em sua página na Internet camisetas com o logotipo do programa. Os integrantes da banda alegaram que estavam apenas "compartilhando" o logotipo com os seus fãs, utilizando-se ironicamente do mesmo argumento usado pelo Napster ao defender-se de processos de gravadoras por pirataria. Ainda causaram mais polêmica ao oferecer o disco Conspiracy of One, sexto álbum de estúdio, gratuitamente na Internet uma semana antes do lançamento oficial.
No sétimo álbum de estúdio do grupo, Splinter,[carece de fontes?] lançado em 2003, o baterista em todas as faixas foi Josh Freese, porém ele nunca foi um membro oficial da banda. No mesmo ano, Ron Welty, baterista do grupo desde 1987 deixou o The Offspring para dedicar-se em seu novo projeto, a banda Steady Ground. Ainda em outubro do mesmo ano foi feito um teste com nove bateristas e acabaram escolhendo Atom Willard para substituir Ron Welty. Participaram também das gravações com amigos antigos de Greg e Holland em seu tempo de escola: Jim Lindberg e Jack Grisham, que largou sua campanha ao governo da Califórnia para gravar vocal de apoio.

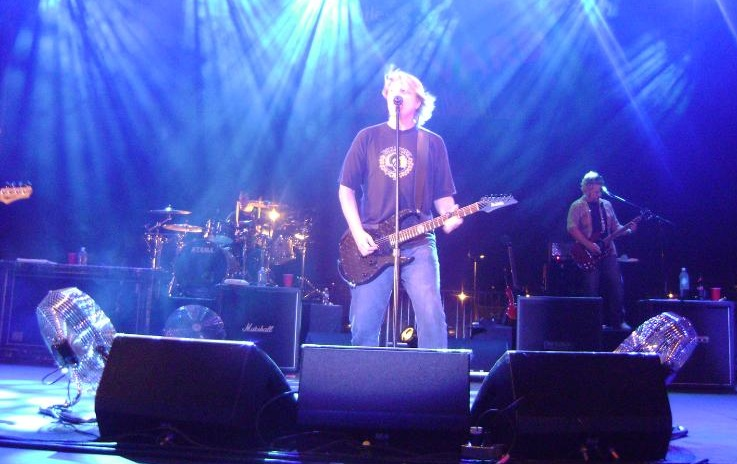
Dexter Holland, Pete Parada e Andrew Freeman em concerto com a banda em Charlotte, Carolina do Norte.

A banda havia declarado que o álbum se chamaria Chinese Democracy, numa clara provocação à Axl Rose, do Guns N' Roses, que declarou que esse seria o nome do próximo álbum ("eternamente adiado") da banda. Além do nome escolhido por Axl Rose, o grupo acrescentaria o subtítulo You Snooze You Loose. Contudo, a banda mudou de ideia e resolveu dar o nome de Splinter ao álbum de estúdio.
Em 2005, o grupo lançou a coletânea Greatest Hits, seus grandes sucessos e a inédita "Can't Repeat". Pouco tempo depois, foi lançada outra coletânea, Complete Music Video Collection, que contém os videoclipes das canções mais famosas da banda.
Em 2007, Atom saiu da banda para dedicar-se a sua outra banda integralmente (Angels & Airwaves), entrando em seu lugar Pete Parada. No álbum seguinte de estúdio, Rise and Fall, Rage and Grace,[carece de fontes?] o baterista em todas as faixas também foi Josh Freese. Em agosto de 2007 a banda se apresentou no Summer Sonic Festival, onde tocaram o primeiro single do álbum, "Hammerhead" (lançado em 2008). Em outubro do mesmo ano foram realizados concertos em fevereiro e março de 2008 na Austrália, no Soundwave Festival e em junho no Rock in Rio, em Portugal. O álbum Rise and Fall, Rage and Grace foi lançado em junho de 2008. Foram necessários aproximadamente cinco anos para que o álbum fosse lançado, contanto desde o lançamento de Splinter, o mesmo tempo que levou para o grupo lançar seu primeiro álbum de estúdio, contanto desde quando se formou.
Em agosto de 2010, o The Offspring lançou uma coletânea com exclusividade para o Japão, intitulada Happy Hour!.[carece de fontes?] Esse foi o primeiro álbum do grupo a não ser lançado nos Estados Unidos. Dois anos mais tarde, no dia 26 de junho de 2012, foi lançado o nono álbum de estúdio da banda, que recebeu o nome de Days Go By.[carece de fontes?] No final de Janeiro de 2015, a banda lançou o seu novo single "Coming For You" na Internet.

### Let the Bad Times Roll
Em uma entrevista no Rock in Rio de 2017, Dexter Holland e Noodles confirmaram que o sucessor de Days Go By seria lançado em 2018. Mas o disco sofreria atrasos devido a saída conturbada do baixista original Greg K. que foi expulso e chegou a processar a banda. Em 2019, Noodles declarou que o álbum estava pronto mas precisava de uma distribuidora. Em 2020, a pandemia de COVID-19 fez a banda adiar o lançamento do álbum, bem como lançar um vídeo satírico cantando "Here Kitty Kitty", canção de Joe Exotic popularizada na pandemia pela série Tiger King. Em fevereiro de 2021, a banda anunciou que Let the Bad Times Roll sairia em abril, pelo selo da Universal Music Group Concord, enquanto também lançou a faixa-título como single.
Ás vésperas da turnê, Pete Parada saiu da banda após recusar-se a tomar a vacina de COVID-19 por advertência médica devido a síndrome de Guillain-Barré, levando Josh Freese, que já havia gravado em vários álbuns da banda - inclusive em duas faixas de Let the Bad Times Roll - a fazer sua estreia ao vivo com o Offspring.

### Supercharged
Em 2024 a banda volta com um novo disco, Supercharged, e sua primeira música de trabalho, "Come to Brazil", é uma homenagem aos fãs brasileiros.

## Formações da banda ao longo do tempo

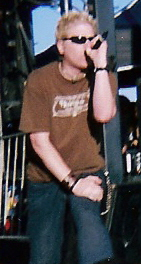
Dexter Holland no Warped Tour em 2005.

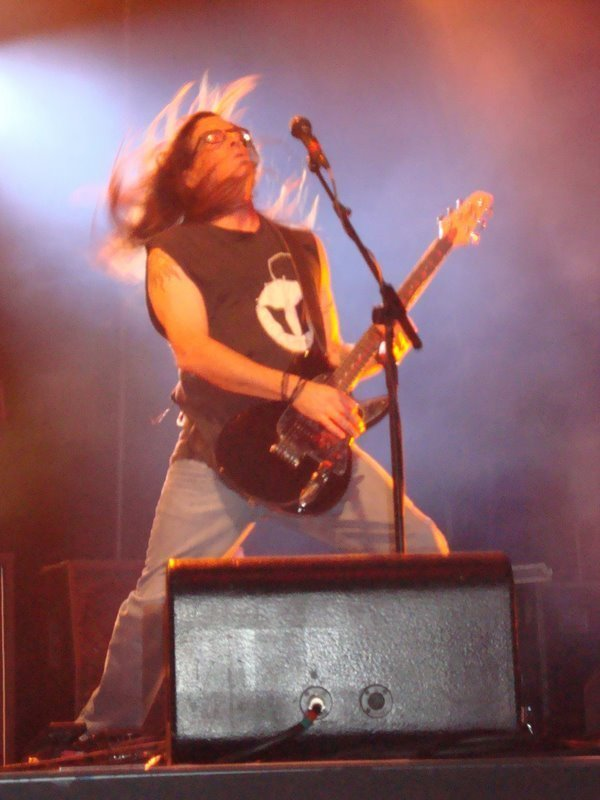
Noodles em Fortaleza, Ceará, em 15 de novembro de 2008.

| Manic Subsidal (1984)      | - Dexter Holland – guitarra líder e vocal de apoio - Doug Thompson – vocal líder - Greg K. – baixo e vocal de apoio - Jim Benton – bateria                                |
| Manic Subsidal (1984)      | - Dexter Holland – guitarra líder e vocal líder - Greg K. – baixo e vocal de apoio - Jim Benton – bateria                                                                 |
| Manic Subsidal (1984–1985) | - Dexter Holland – guitarra líder e vocal líder - Greg K. – baixo e vocal de apoio - James Lilja – bateria e vocal de apoio                                               |
| The Offspring (1985–1987)  | - Dexter Holland – guitarra rítmica e vocal líder - Greg K. – baixo e vocal de apoio - Noodles – guitarra líder e vocal de apoio - James Lilja – bateria e vocal de apoio |
| The Offspring (1987–2003)  | - Dexter Holland – guitarra rítmica e vocal líder - Greg K. – baixo e vocal de apoio - Noodles – guitarra líder e vocal de apoio - Ron Welty – bateria                    |
| The Offspring (2003–2007)  | - Dexter Holland – guitarra rítmica e vocal líder - Greg K. – baixo e vocal de apoio - Noodles – guitarra líder e vocal de apoio - Atom Willard – bateria                 |
| The Offspring (2007–2018)  | - Dexter Holland – guitarra rítmica e vocal líder - Greg K. – baixo e vocal de apoio - Noodles – guitarra líder e vocal de apoio - Pete Parada – bateria                  |
| The Offspring (2018–2021)  | - Dexter Holland – guitarra rítmica e vocal líder - Todd Morse – baixo e vocal de apoio - Noodles – guitarra líder e vocal de apoio - Pete Parada – bateria               |
| The Offspring (2021–2023)  | - Dexter Holland – guitarra rítmica e vocal líder - Todd Morse – baixo e vocal de apoio - Noodles – guitarra líder e vocal de apoio - Josh Freese - bateria (turnê)       |
| The Offspring (2023–atual) | - Dexter Holland – guitarra rítmica e vocal líder - Todd Morse – baixo e vocal de apoio - Noodles – guitarra líder e vocal de apoio - Brandon Pertzborn – bateria         |

#### Álbuns de estúdio

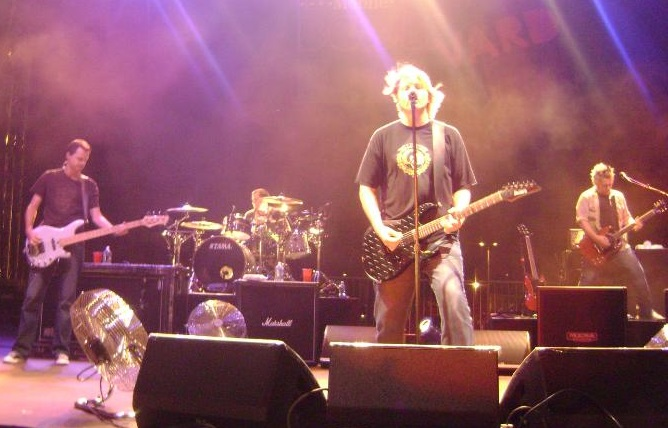
Dexter Holland, Greg K., Pete Parada e Andrew Freeman em concerto com Noodles em Charlotte, Carolina do Norte, em setembro de 2008.

## Discografia

#### Álbuns de estúdio[6]
| Ano  | Título                        |
| ---- | ----------------------------- |
| 1989 | The Offspring                 |
| 1992 | Ignition                      |
| 1994 | Smash                         |
| 1997 | Ixnay on the Hombre           |
| 1998 | Americana                     |
| 2000 | Conspiracy of One             |
| 2003 | Splinter                      |
| 2008 | Rise and Fall, Rage and Grace |
| 2012 | Days Go By                    |
| 2021 | Let the Bad Times Roll        |
| 2024 | Supercharged                  |

## Galeria

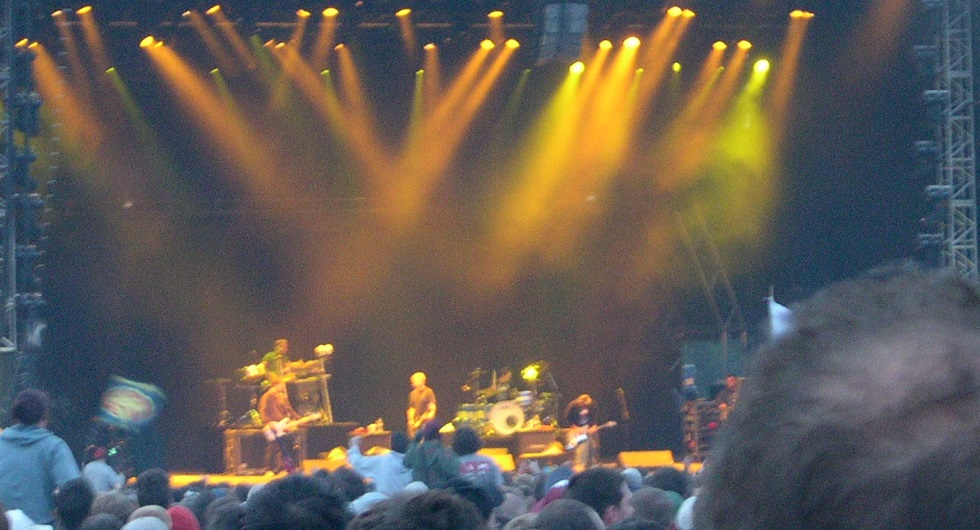
A banda no Carling Leeds Festival em 2004.
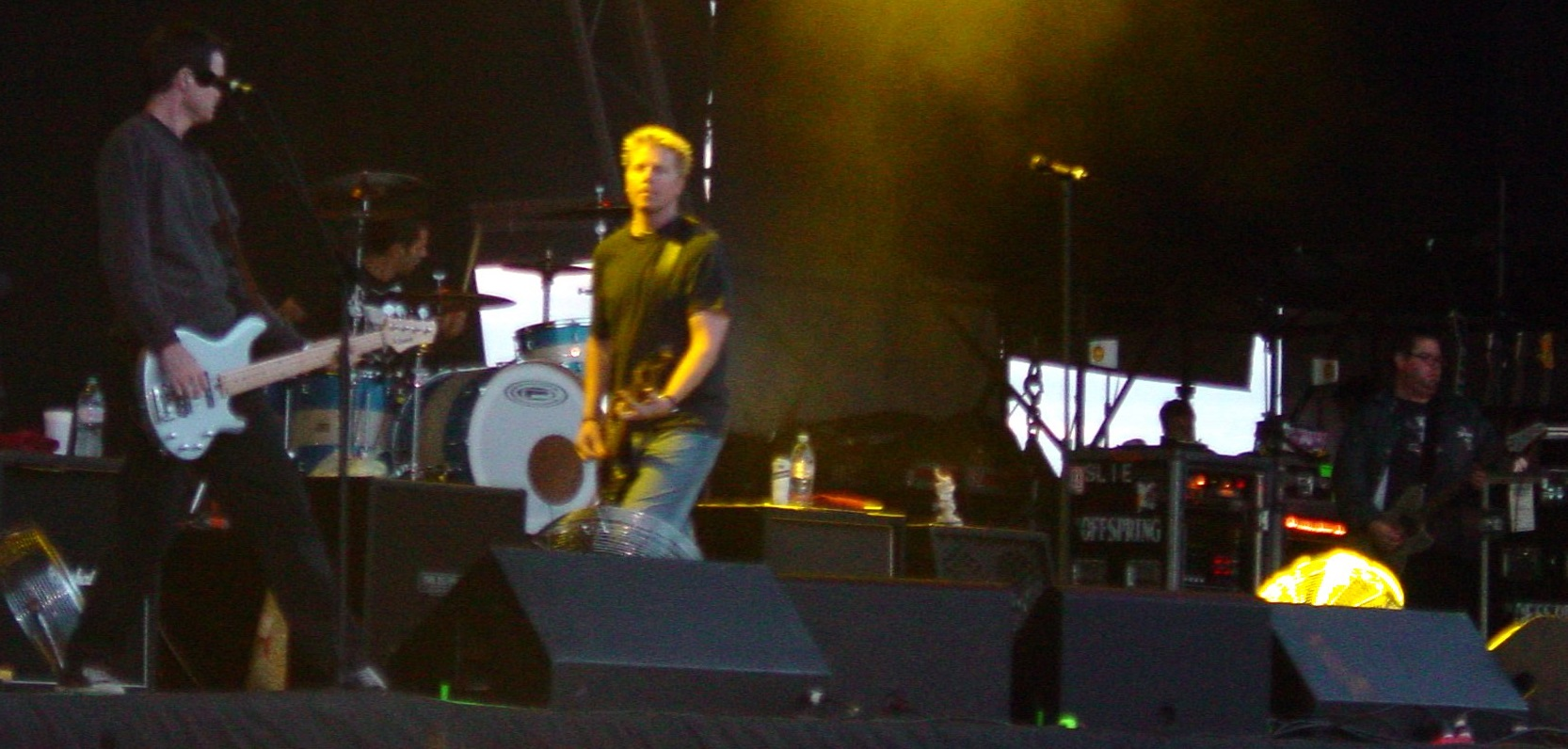
O grupo em concerto na cidade de Leeds em 2004.
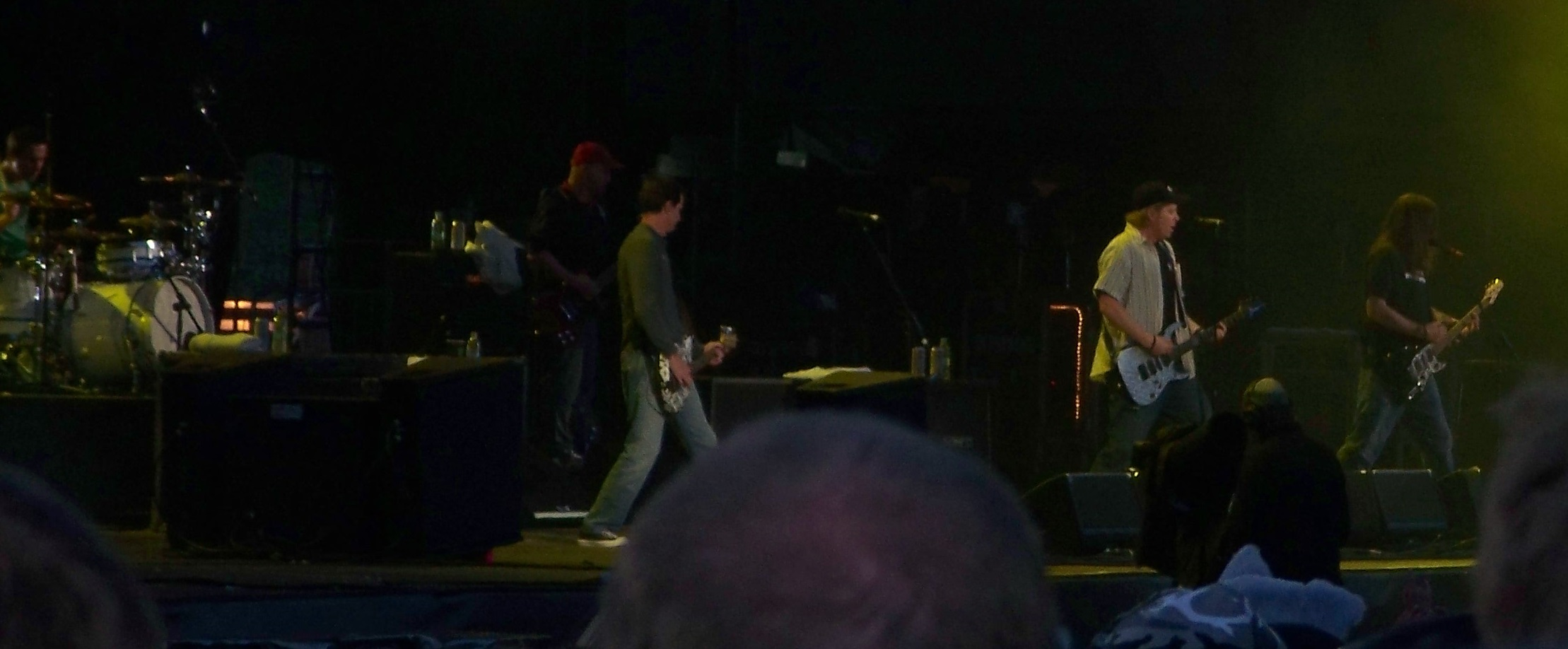
O grupo no Download Festival em junho de 2008.
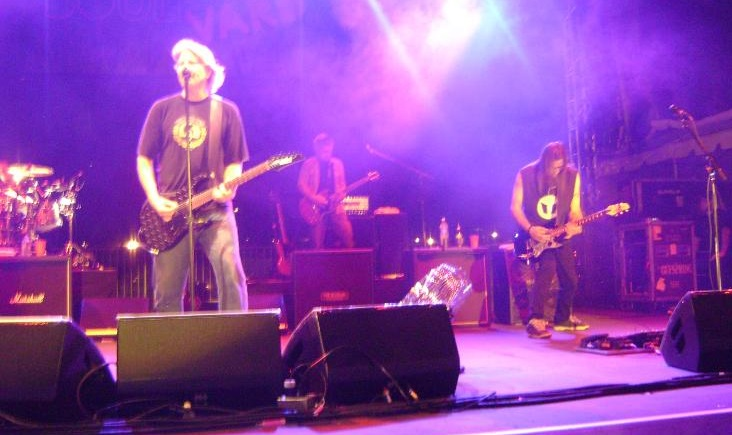
Dexter Holland, Andrew Freeman e Noodles em concerto com o grupo em Charlotte.